# Чампаватская тигрица

Джим Корбетт с убитой тигрицей

Чампаватская тигрица — бенгальский тигр, убитый в 1907 году известным охотником Джимом Корбеттом. Как утверждается, чампаватская тигрица убила 436 человек в Непале и индийском регионе Кумаон.

## История
По словам Питера Бирна, профессионального охотника и писателя из Непала, тигрица начала свои нападения в деревне Рупал на западе Непала, в Гималаях. Охотники были направлены в район обитания тигрицы, но ей удалось избежать столкновения с ними. В конце концов была вызвана непальская армия для устранения животного. Так как убийства тигра не случилось, солдаты организовали специальную облаву и сумели вынудить хищника покинуть свою территорию и перегнать его через границу (река Сарда) в Индию, где она продолжила нападать на людей в округе Кумаон.

## Убийства
Тигрица корректировала свою стратегию охоты, чтобы избегать столкновения с людьми, преодолевала большие расстояния между деревнями (до 32 километров в сутки, передвигаясь ночью). Ее поведение стало больше похоже на поведение амурского тигра. Зона охоты тигрицы охватывала территорию нескольких деревень в районе Кумаона, причем Чампават находился недалеко от центра ее обитания. Большинство ее жертв были молодыми женщинами и детьми, которые часто уходили в лес за дровами, кормом для скота и сбором сырья для ремесленных работ.
Все ее убийства происходили в дневное время (Корбетт сказал, что ему не известно ни об одном случае, когда тигр убивал человека ночью). Жизнь в этом регионе была остановлена, мужчины часто отказывались выходить из своих хижин на работу, услышав в лесу рев тигра.
В 1907 году тигрицу убил британский охотник Джим Корбетт. Предварительно, животное убило 16-летнюю девочку Премку Деви в деревне Фунгар недалеко от города Чампават и оставило кровавый след, по которому пошел Корбетт. Чуть не попав в засаду хищника, во время исследования останков жертвы охотник отпугнул тигра двумя выстрелами из своей винтовки. Корбетт решил с помощью жителей деревни организовать на следующий день облаву в ущелье реки Чампа.
С помощью техсилдара Чампавата было организована засада с участием около 13 жителей деревни. На следующий день около полудня Корбетт застрелил тигрицу. Первые выстрелы были сделаны тигрице в грудь и плечо. Последний выстрел был совершен из винтовки техсилдара. В результате выстрелов животное рухнуло в 6 метрах от охотника.
Вскрытие тигрицы показало, что верхний и нижний клыки на правой стороне ее рта сломаны: верхний — пополам, а нижний — до кости. Эта травма, полученная в результате старого выстрела, по словам Корбетта, помешала ей охотиться на свою естественную добычу, вследствие чего она начала охотиться на людей. Дальнейшие обследования, проведенные Корбеттом во время его охоты на тигров, показали, что тигрица была физически здорова (кроме зубов) и ей было от 10 до 12 лет.
После уничтожения чампаватского людоеда Джим Корбетт приобрел репутацию ведущего охотника на животных-людоедов. Известность сослужила ему хорошую службу в то время, когда вырубка лесов и сокращение добычи заставляли тигров и леопардов охотиться на людей ради еды.

## Память о событии
- В Чампавате, недалеко от моста Чатаар и на пути к Лохагату, есть «цементная доска», отмечающая место, где была убита тигрица. Подробности о Тигрице Чампават и о том, как она была убита, задокументированы в книге Людоеды Кумаона (1944), написанной самим Корбеттом.
- Подробнее о чампаватской тигрице и охоте на неё можно прочитать в автобиографической книге Джима Корбетта «Кумаонские людоеды»[англ.] (1944).